# Morbæk
Morbæk eller Mårbæk (på tysk Moorbach) er et vandløb i det nordvestlige Flensborg, der danner historisk grænsen mellem Flensborg by og Klusris. Den nederste del af Morbækken fik i folkemunde i 1900-tallet navnet Laksebæk (på tysk Lachsbach).
Åen har sit udspring ved Morbæk i Harreslev. Den krydser Vesttangenten, slår en bue mod nord, følger Klusris sydgrænse og fortsætter gennem Laksebækdalen mod øst mod fjorden, hvor den løber ud i ved Østersøbadet. Det fortælles, at hertug Adolf lod vandet i Morbækken opdæmme, hvorved der dannedes en lille dam.
Morbæk er første gang dokumenteret i byens stadsret i 1284. Der er flere muligheder for at forklare forleddet. Det kan enten være afledt af gl.dansk *marth for skov, dyrnavnet mår (oldnordisk mǫrðr) eller oldnordisk mȳrr for sumpland. Den danske udtale er optegnet som [må:bæk]. På dansk findes nu både skrivemåden Mor- og Mårbæk. Navnet Mårbæk forekommer også flere steder i Danmark som stednavn, bl.a. ved Bedsted i Sønderjylland. På tysk blev det til Moorbach (altså Mosebæk). I 1900-tallet fik bækkens nederste del navnet Laksebæk, måske som spotnavn.